# Čierna Voda (okres Galanta)
Čierna Voda, do roku 1948 Čierné Nekyje, (maď. Feketenyék, něm. Schwarzwasser nebo Schwarz Wasser) leží na okraji Žitného ostrova na Slovensku v okrese Galanta. Pro obec je charakteristická řeka Čierna voda, která protéká kolem obce a vytváří pěknou přírodní atmosféru. Rozloha veřejné zeleně je přibližně 2 ha, z toho parky 1 ha.
V obci je římskokatolický kostel Neposkvrněného Srdce Panny Marie z roku 1924.

## Historie
Obec je v roce 1113 uvedena v Zoborských listinách jako Nek. V katastru obce byla kdysi osada Peteháza, v listině doložena v roce 1323. Čierna Voda začátkem 14. století patřila k panství Matúše Čáka, později byla poddanskou vesnicí šintavského panství a po roce 1817 ceklínského panství. V první polovině 19. století zde byl rozsáhlý chov ovcí.